# Pasquale Giuliano
Pasquale Giuliano (Aversa, 3 gennaio 1942) è un magistrato e politico italiano.

## Biografia
Magistrato di Corte di Cassazione, è entrato in politica nel 1996, venendo eletto, nelle liste di Forza Italia, alla Camera dei deputati, dove è stato capogruppo in Commissione  giustizia, membro della Giunta per le elezioni e vicepresidente della Commissione affari costituzionali.
Nel 2001, nel 2006 e nel 2008 è stato eletto al Senato della Repubblica, dove  è stato Presidente del Consiglio di Garanzia, vicepresidente del Co.pa.co. (Comitato parlamentare di controllo sui servizi segreti), componente della Commissione giustizia, membro della Commissione  affari esteri, vicepresidente della Commissione difesa, membro della Commissione  speciale per la tutela e la promozione dei diritti umani, componente della Giunta delle elezioni e delle immunità parlamentari, membro del Comitato parlamentare per i procedimenti di accusa contro il Presidente  della Repubblica e, dal maggio 2008 al maggio 2013, Presidente della Commissione lavoro e previdenza.
Dal 2004 al 2006 è stato capo della delegazione italiana presso l'OCSE (Organizzazione per la cooperazione e lo sviluppo economico, che ha sede a Parigi) in materia di lotta alla corruzione.
Nel governo Berlusconi-ter, nel 2005, è stato nominato Sottosegretario  di Stato alla Giustizia.
Ad aprile del 2008 è stato rieletto al Senato della Repubblica nella lista del Popolo della Libertà nella circoscrizione della Campania.
Nel maggio 2008 è stato eletto Presidente della XI Commissione parlamentare permanente (Lavoro e previdenza).